# خطبة وسكة

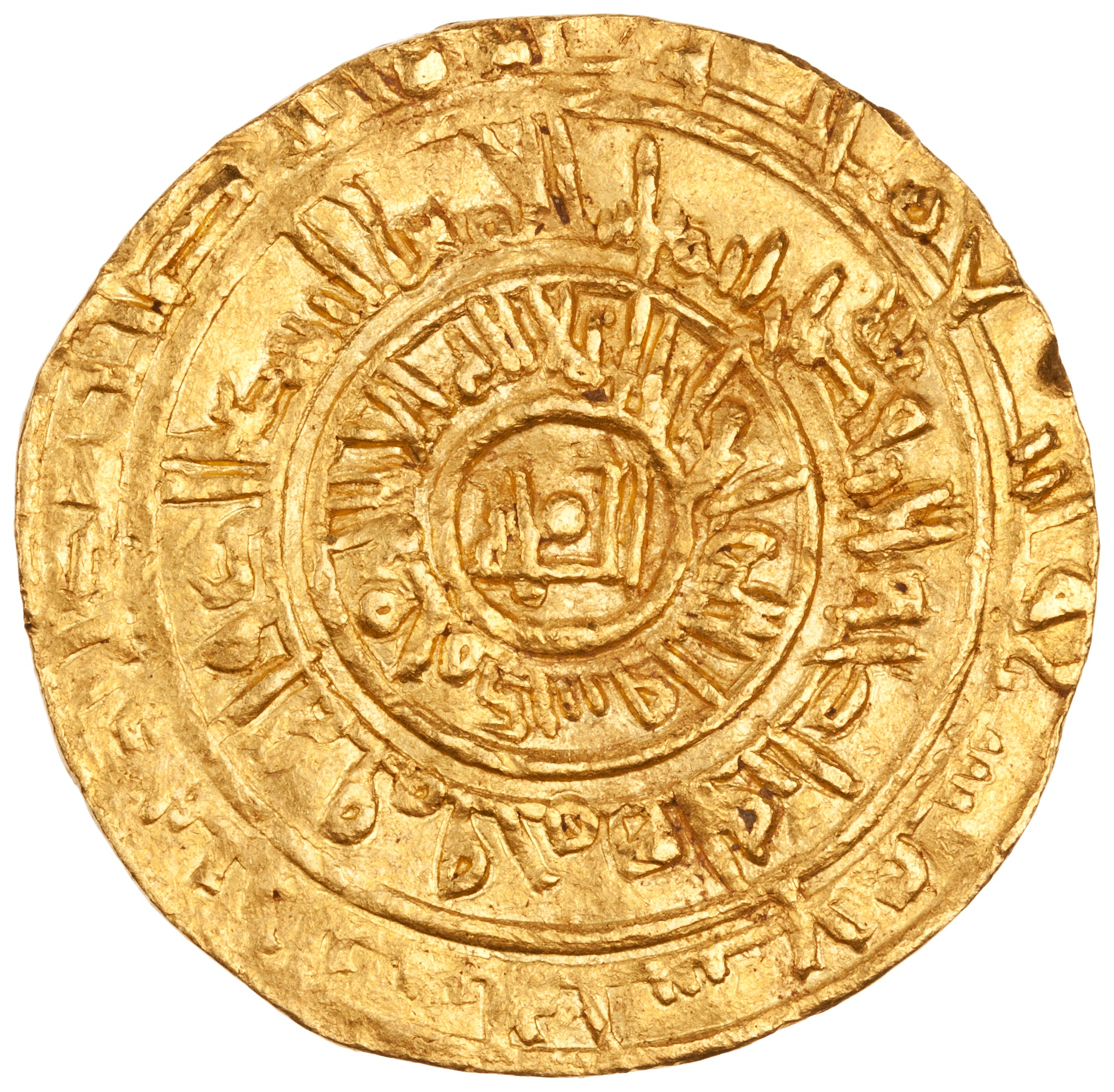
دينار ذهبي على الطراز الفاطمي من إمارة حلب المرداسية، يُذكر الخليفة الفاطمي الظاهر بصفته صاحب السيادة على الأمير صالح بن مرداس، ويسمي ابنه، ثمال، خليفته.

خطبة وسكة هو مصطلح عن العالم الإسلامي يُشير إلى الصفتين الرئيستين للسيادة في العصور الإسلامية السابقة، وهما: سك النقود (خاصة من الذهب أو الفضة) باسم الشخص نفسه، وذكر الاسم في الخطبة، التي تسبق صلاة الجمعة.
يشير مصطلح سكة في الأصل إلى القالب الحديدي المُستخدم لختم التصميمات على العملات المعدنية، وقد تم استخدامه للتصميمات نفسها، وفي النهاية تم استخدامه لتأسيس دار سك العملة. مع تراجع قوة الخلافة العباسية في أواخر القرن التاسع، أضاف العديد من الحكام المستقلين بحكم الأمر الواقع الذين ظهروا في العالم الإسلامي، مثل يعقوب الصفار أو أحمد بن طولون، أسماءهم الخاصة إلى العملة المعدنية أسفل اسم الخليفة، باعتبارها آخر بقايا السلطة العباسية، ولكن أيضًا كرمز للاعتراف بالخلافة والسيادة، وبالتالي الشرعية للسلالات الجديدة. وكما كتب المؤرخ آر إي دارلي-دوران، "سواء كان ذلك عن طريق القوة أو منحة من الخليفة، فإن وجود الأسماء على العملات المعدنية أصبح يُنظر إليه على أنه حق يمكن أن يمارسه أي متمرد جاد، أو حاكم محلي شبه مستقل، أو حليف مخلص لـ "الخلافة العباسية". وفي القرن العاشر، عندما أصبح الخلفاء العباسيون أنفسهم دمى في أيدي قادتهم الأتراك، ظهرت أسماء هؤلاء القادة أيضًا في العملات. وكذلك في خطبة الجمعة التي كانت تقام من المنبر، حيث كان يُذكر في الأصل الخليفة فقط في داره في بغداد، ولكن عندما أصبح الخلفاء مجرد دمية، بدأ ذكر أصحاب السلطة الحقيقيين في الخطبة أيضًا. إن عبارة "قنع فلان بالسكّة والخطبة" التي تعكس هذه الممارسة، أصبحت تعني السيد بالاسم فقط، دون سلطة حقيقية. 
مع ظهور الخلافة المتنافسة الفاطمية والأموية الأندلسية والموحدية، أُجري تغييرات في تصميم العملات المعدنية عمدًا لتمييز أنفسهم عن النموذج العباسي وتحديد مطالبات الأنظمة الفردية بالسلطة. وعلى العكس من ذلك، تميزت أحداث مثل سقوط الخلافة الفاطمية في عام 1171 باستئناف الولاء للعباسيين وسك العملة على النموذج العباسي، وتسمية الخليفة العباسي، وكان حذف اسم الحاكم في سك العملة والخطبة هو الطريقة المعتادة لإعلان الاستقلال. وعلى هذا النحو، أصبحت التغييرات التي تطرأ على الحكام المذكورين في الخطبة والعملات، أو اختيار الأساطير المحددة على العملات، مؤشرًا على التحولات في الولاءات السياسية وحتى الدينية المذهبية للحكام الإقليميين أو المدن. ولم تكن مثل هذه التغييرات مفروضة من مركز الخلافة فحسب؛ بل قام الحكام المحليون أيضًا بتغيير الأسماء التي يستخدمونها وفقًا للراعي الذي سعوا إلى الحماية أو الاستفادة منه. لذلك أصبحت العملة الإسلامية أداة لا تقدر بثمن للمؤرخين المعاصرين الذين يحاولون إعادة بناء التاريخ السياسي للعالم الإسلامي في العصور الوسطى.

## طالع أيضًا
- تنصيب الخليفة